# Блоп
Блуп (енгл. Bloop) је име дато ултра-ниским фреквенцијама и изузетно моћном звуку снимљеном подводним детекторима који су у власништву "Националне управе за океане и атносферу", 1997. године.

## Анализа
Детектори су на дно океана постављени како би пратили одређене феномене. Првенствено се користе за снимање подморске сеизмичности, а такође и за праћење морских животиња.
Према опису, фреквенција брзо расте и траје око 1 минут. Био је довољно гласан да се чује и на више сензора. Не верује се да је овај звук направио човек, бомба или подморница, нити геолошки догађаји попут вулкана и земљотреса. Аудио профил не личи да је од живог бића. Ово је мистерија зато што је неколико пута гласније од најгласније снимљене животиње, плавог кита.